# Верчёх, Адам
Адам Анджей Верчёх (пол. Adam Andrzej Wiercioch, род. 1 ноября 1980) — польский фехтовальщик, шпажист, серебряный призёр Олимпийских игр.
Адам Верчёх родился в 1980 году во Гливице. В 2002, 2004 и 2006 годах становился серебряным призёром чемпионата Европы по фехтованию, в 2005 стал чемпионом в командном первенстве. В 2008 году на Олимпийских играх Томаш Мотыка в составе польской сборной завоевал (вместе с Робертом Анджеюком, Томашем Мотыкой и Радославом Завротняком) серебряную медаль, за что указом Президента Польши был награждён золотым Крестом Заслуги. В 2009 году стал бронзовым призёром чемпионата мира.